# Archimède
Pour les articles homonymes, voir Archimède (homonymie).
Archimède de Syracuse (en grec ancien : Ἀρχιμήδης / Arkhimếdês), né à Syracuse vers 287 av. J.-C. et mort en cette même ville en 212 av. J.-C., est un grand scientifique grec de Sicile (Grande-Grèce) de l'Antiquité :  physicien, astronome, mathématicien et ingénieur.
Bien que peu de détails de sa vie soient connus, il est considéré comme l'un des principaux scientifiques de l'Antiquité classique. Parmi ses domaines d'étude en physique, on peut citer l'hydrostatique — notamment en ce qui concerne la flottabilité avec la définition de la poussée d'Archimède —, la mécanique statique, et l'explication du principe du levier. Il est crédité de la conception de plusieurs outils innovants, comme la vis d'Archimède, le palan, ou de systèmes de défense ingénieux pour Syracuse lors de la deuxième guerre punique tels que la griffe d'Archimède.
Archimède est généralement considéré comme le plus grand mathématicien de l'Antiquité et l'un des plus grands de tous les temps,. Il utilise la méthode d'exhaustion pour démontrer rigoureusement un certain nombre de théorèmes de géométrie, ce qui lui permet de calculer l'aire sous un arc de parabole avec la somme d'une série infinie ou de donner un encadrement de  π  d'une remarquable précision. Il introduit également la spirale qui porte son nom, des formules pour les volumes des surfaces de révolution, et un système ingénieux pour l'expression de très grands nombres.
Il meurt lors du siège de Syracuse des mains d'un soldat romain malgré la volonté du général Marcus Claudius Marcellus de ne pas s'en prendre à lui. Contrairement à ses inventions, ses productions mathématiques restent peu connues de son temps et par ses premiers successeurs, avant que la première compilation de ses travaux ne soit réalisée par Isidore de Milet au VIe siècle. Les quelques exemplaires de ses écrits qui survivent au Moyen Âge sont ensuite une source d'influence pour les scientifiques de la Renaissance et du XVIIe siècle.

## Éléments biographiques

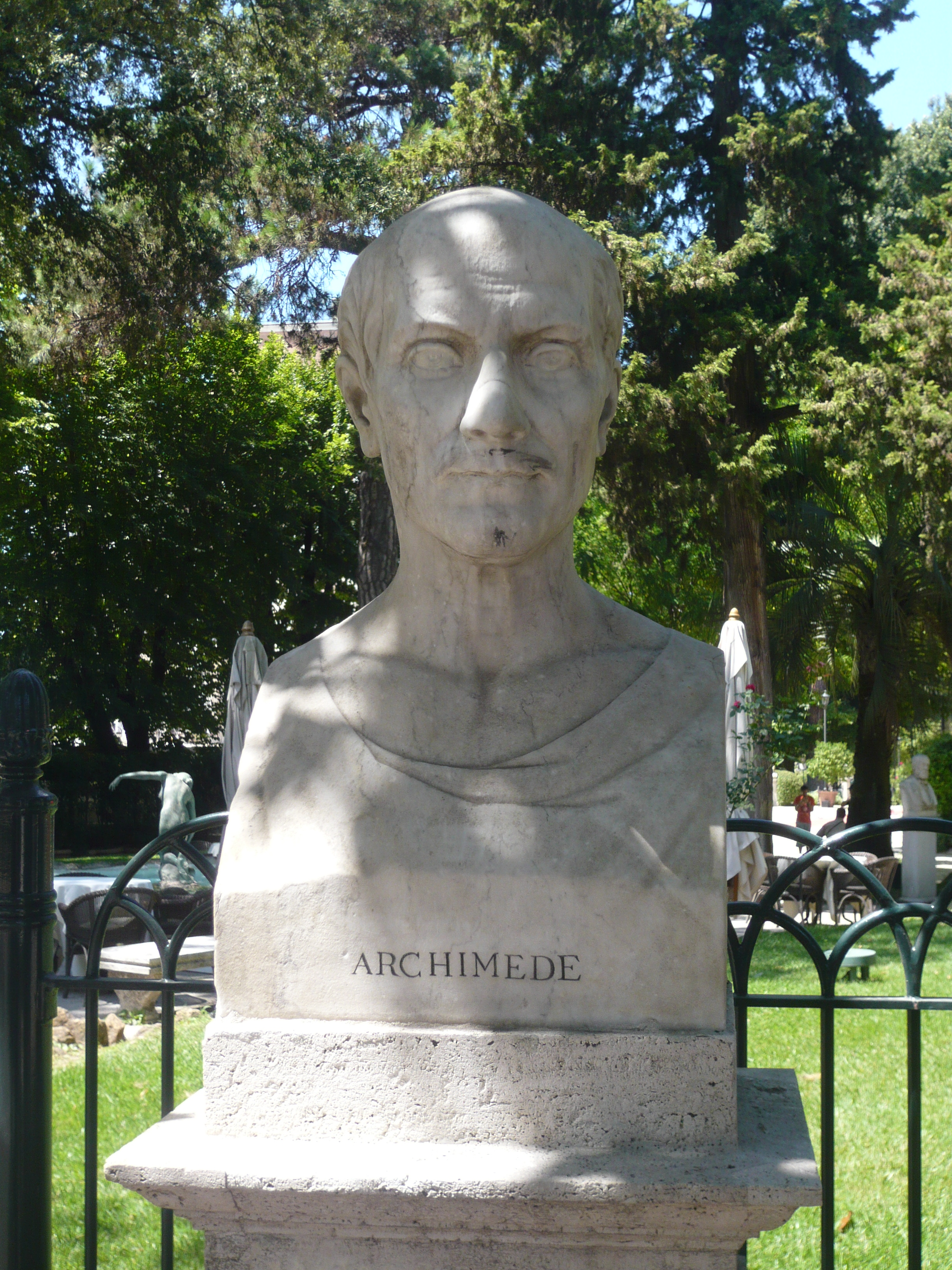
Buste d'Archimède (parc Pincio).

La vie d’Archimède est peu connue : on ne sait pas par exemple s’il a été marié ou s'il a eu des enfants. Les informations le concernant proviennent principalement de Polybe (202 av. J.-C.-126 av. J.-C.), Plutarque (46-125), Tite-Live (59 av. J.-C. – 17 ap. J.-C.) ou bien encore pour l’anecdote de la baignoire, du célèbre architecte romain Vitruve. Ces sources sont donc, sauf pour Polybe, très postérieures à la vie d’Archimède.
Concernant les mathématiques, on a trace d’un certain nombre de publications, travaux et correspondances. Il a en revanche jugé inutile de consigner par écrit ses travaux d’ingénieur qui ne nous sont connus que par des tiers.
Archimède serait né à Syracuse en 287 av. J.-C. Son père, Phidias, était un astronome qui aurait commencé son instruction. Il fut le contemporain d'Ératosthène. On suppose qu’il parachève ses études à la très célèbre école d'Alexandrie ; on est du moins sûr qu’il en connaissait des professeurs puisqu’on a retrouvé des lettres qu’il aurait échangées avec eux[réf. nécessaire]. Par les préfaces à ses travaux, nous apprenons qu’il a entretenu des contacts avec plusieurs savants d'Alexandrie : il correspond avec Conon de Samos, éminent astronome de la cour de Ptolémée III Évergète. À la mort de Conon, Archimède décide d'envoyer quelques-unes de ses œuvres à Dosithée de Péluse, un géomètre proche de Conon. Les lettres à Conon ne nous sont pas parvenues, mais nous savons qu'Archimède a remis à Dosithée deux volumes de Sur la sphère et le cylindre, et les traités complets de Des conoïdes et des sphéroïdes, Des Spirales et La quadrature de la parabole[réf. nécessaire]. En Ératosthène, qui dirigea la Bibliothèque d’Alexandrie, il voit celui qui peut étendre et développer ses propres découvertes en géométrie. Diodore de Sicile, au livre V, 37, indique également qu’Archimède a voyagé en Égypte.
Proche de la cour de Hiéron II, tyran de Syracuse entre 270 av. J.-C. et 215 av. J.-C., il entre à son service en qualité d’ingénieur et participe à la défense de la ville lors de la deuxième guerre punique. Il meurt en 212 av. J.-C. lors de la prise de la ville par le Consul Romain Marcellus. « Ah! Sans le méfait du soudard des hordes de Marcellus », écrit Villiers de L'Isle-Adam dans le Livre I de L'Ève future.

## Apports en géométrie
Archimède est un mathématicien et géomètre de grande envergure. Il travailla également sur l'optique, la catoptrique, s’est intéressé à la numération et à l’infini, affirmant ainsi par exemple que contrairement à l'opinion alors courante, les grains de sable n'étaient pas en nombre infini, mais qu’il était possible de les dénombrer (c’est l’objet du traité intitulé traditionnellement « L'Arénaire », Ψαμμίτης). Un système de numération parent de celui d’Archimède faisait l’objet du livre I (mutilé) de la Collection Mathématique de Pappus d'Alexandrie. La majeure partie de ses travaux concernent la géométrie avec :
- l’étude du cercle où il détermine une méthode d’approximation de pi à l’aide de polygones réguliers et montre l'encadrement {\displaystyle {\frac {223}{71}}<\pi <{\frac {22}{7}}}[9].
- l’étude des coniques, en particulier la parabole dont il présente deux calculs d'aire très originaux. Il prolonge le travail d’Eudoxe de Cnide sur la méthode d'exhaustion.

Spirale et cercle - rapport de surface : 1/3.

- l’étude des aires et des volumes de la sphère et du cylindre (il a d'ailleurs demandé que les figures correspondant à cette étude soient gravées sur sa tombe[10],[11]). Dans son traité De la sphère et du cylindre, il a démontré que le rapport des volumes d’une boule et d’un cylindre, si la sphère est tangente au cylindre par la face latérale et les deux bases, est égal à 2/3, de même que le rapport de leurs surfaces (en incluant, pour le cylindre, la surface des deux disques).
- l’étude de la spirale qui porte son nom. Il montre que son aire vaut le tiers du cercle qui la contient[note 3] et utilise sa tangente pour proposer une rectification du cercle (trouver un segment dont la longueur est égale à la circonférence d'un cercle donné)[12].
- la méthode d’exhaustion et l’axiome de continuité, présent dans les Éléments d’Euclide (proposition 1 du livre X) : « En soustrayant de la plus grande de deux grandeurs données plus de sa moitié, et du reste plus de sa moitié, et ainsi de suite, on obtiendra (on finira par obtenir en réitérant le procédé un nombre fini de fois) une grandeur moindre que la plus petite ».
- une approche révolutionnaire des calculs d'aires et de volumes par des arguments de mécanique statique. La Méthode d'Archimède, longtemps perdue, apparaît en particulier dans le palimpseste d'Archimède, qui contient également les traités Des corps flottants, et le Stomachion. À la (re)découverte de cette méthode, on a pu faire d’Archimède un précurseur du calcul infinitésimal.

## Apports en mécanique
Archimède est considéré comme le père de la mécanique statique. Dans son traité, De l'équilibre des figures planes, il s'intéresse au principe du levier et à la recherche de centre de gravité.  D'après Plutarque Archimède aurait dit devant le roi Hiéron : « Donnez-moi un point d’appui et je soulèverai le monde » (en grec ancien : δῶς μοι πᾶ στῶ καὶ τὰν γᾶν κινάσω), avant d'en faire la démonstration par un levier dans des systèmes de poulies composées pour haler les navires. D’après Simplicius, cet appareil censé mettre la terre en mouvement est appelé kharistiôn (χαριστίων). Pappus d'Alexandrie signale un ouvrage perdu d’Archimède intitulé Sur les Balances à propos du principe dynamique du levier, qui sous-tend la démonstration du principe de la balance selon lequel les poids s’équilibrent quand ils sont inversement proportionnels à leur distance respective au point d’appui : si une partie d’un levier en équilibre est remplacée par un poids égal suspendu en son milieu, il n’y a pas de changement dans l’équilibre ; c’est sur ce principe que fonctionne la balance romaine utilisée par les marchands.
Selon Carpos d'Antioche, Archimède n'a composé qu'un livre sur la mécanique appliquée, à propos de la construction de la sphère armillaire, intitulé  La Sphéropée.
On lui attribue aussi le principe d'Archimède sur les corps plongés dans un liquide (Des corps flottants).
Archimède conçoit, pour le plus grand navire de l'Antiquité le Syracusia, commandité par le tyran de Syracuse Hiéron II et construit par Archias de Corinthe vers 240 av. J.-C., de nombreux équipements permettant notamment son lancement et sa défense.
Il met en pratique ses connaissances théoriques dans un grand nombre d'inventions. On lui doit, par exemple,
- des machines de traction où il démontre qu'à l'aide de poulies, de palans (une autre de ses inventions), de leviers, ou d'engrenages, l'homme peut soulever bien plus que son poids[19] ;
- des machines de guerre (principe de la meurtrière et du canon à vapeur[20], catapultes, bras mécaniques utilisés dans le combat naval[21],[22]). Parmi les machines de guerre très importantes, l'on doit souligner l'appareil à mesurer les distances (odomètre) que les Romains empruntèrent[note 4] à Archimède. En effet, pour que l'armée soit efficace, elle doit être reposée et les journées de marche doivent donc être identiques. La machine d'Archimède doit être réalisée avec des dents d'engrenage pointues et non carrées. On a mis très longtemps à la reconstituer car on faisait cette erreur ;
- la vis sans fin et la vis d'Archimède, dont il rapporte, semble-t-il, le principe d'Égypte mais où cette invention ne trouva pas la diffusion que l’irrigation eût pu lui offrir ; on se sert de cette vis pour remonter de l'eau[23]. On lui attribue aussi l'invention de la vis de fixation et de l'écrou ;
- le principe de la roue dentée grâce auquel il construisit un planétaire représentant l'Univers connu à l'époque ;
- certains archéologues lui attribuent également la « machine d'Anticythère » dont des fragments sont conservés au Musée national archéologique d'Athènes, machine qui permettait notamment de facilement prévoir les dates et heures des éclipses solaires et lunaires.

On sait par Plutarque qu’Archimède ne considérait toutes ses machines que comme des divertissements de géomètre, et privilégiait la science fondamentale : « Il tenait la mécanique pratique et toute technique utilitaire pour indignes et artisanales, et ne consacrait son ambition qu’aux objets dont la beauté et l’excellence étaient pures de tout souci de nécessité ». Par exception, il mit sa mécanique et sa catoptrique au service de Syracuse pour la défendre contre les Romains, l’existence de la cité étant en jeu.

## Légende
Le génie d'Archimède en mécanique et en mathématique fait de lui un personnage exceptionnel de la Grèce antique et explique en partie la création à son sujet de faits légendaires. Les auteurs de l'Antiquité, notamment latins, en ont fait une figure emblématique voire mythique. Ses admirateurs, parmi lesquels Cicéron qui redécouvrit sa tombe deux siècles plus tard, Plutarque qui relata sa vie, Léonard de Vinci, et plus tard Auguste Comte ont perpétué et enrichi les contes et légendes d’Archimède.[réf. nécessaire]

### Eurêka

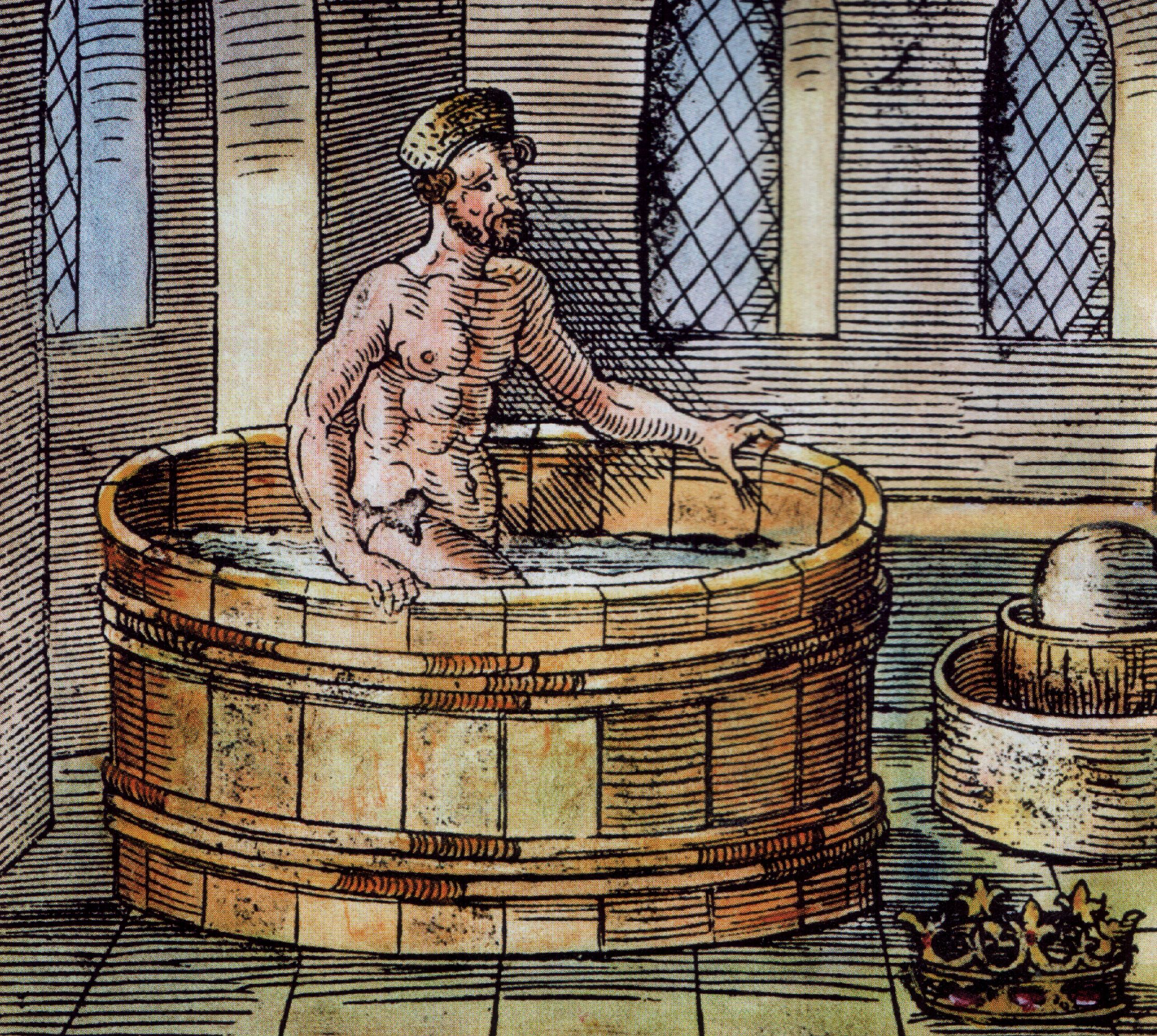
Gravure du XVIe siècle représentant la scène du bain.

À l'instar de tous les grands savants, la mémoire collective a associé une phrase, une fable transformant le découvreur en héros mythique : à Isaac Newton est associée la pomme, à Louis Pasteur le petit Joseph Meister, à Albert Einstein la formule E=mc2.
Pour Archimède, ce sera le mot Eurêka ! (en grec ancien ηὕρηκα / hēúrēka signifiant « J'ai trouvé ! ») prononcé en courant nu à travers les rues de la ville. Selon Vitruve, Archimède venait de trouver la solution à un problème posé par Hiéron II, tyran de Syracuse. En effet, Hiéron avait fourni à un orfèvre une certaine quantité d'or à façonner en une couronne. Afin d'être sûr que l'orfèvre ne l'avait pas dupé en substituant de l'argent (métal moins cher) à une partie de l'or, Hiéron demanda à Archimède de déterminer si cette couronne était effectivement constituée d'or pur, et sinon, d'identifier sa composition exacte. C'est dans sa baignoire, alors qu'il cherchait depuis longtemps, qu'Archimède trouva la solution et sortit de chez lui en prononçant la célèbre phrase. Il lui suffisait de mesurer le volume de la couronne par immersion dans l'eau puis de la peser afin de comparer sa masse volumique à celle de l'or massif.
Vitruve cite cet épisode dans le cadre d'un prœomium, où il introduit ses idées, dédicace à Auguste, répond a des questions philosophiques et morales, même s’il semble qu'il emprunta et compila un manuel parfois sans réel lien avec le texte, mais ces digressions sont parmi les plus anciennes traces de l'histoire des sciences antiques. Sa source est inconnue, des savants supposent que ce serait Varron car son ouvrage Disciplinarum Libri est quasi contemporain de Vitruve en plus d'être populaire. L'anecdote est douteuse : elle n'est pas évoquée par Plutarque, Proclus (Carmen de Ponderibus) ni par Archimède lui-même dans son Traité des Corps Flottants. En outre, la méthode utilisée (calcul de la masse volumique de la couronne) est assez triviale et n'a pas de rapport avec la poussée d'Archimède, dont la conception est beaucoup plus évoluée. Il est probable que Vitruve a eu connaissance d'une découverte d'Archimède relative aux corps plongés dans l'eau, sans savoir précisément laquelle. Cependant, si la méthode rapportée par Vitruve est sans intérêt, la poussée d'Archimède permet de concevoir la balance hydrostatique : les auteurs arabes, s'appuyant sur l'autorité du mathématicien Ménélaos d'Alexandrie, attribuent à Archimède la construction de cet instrument qui permet de déterminer la densité spécifique des corps immergés. À l'époque moderne, cette balance a été proposée pour la première fois par Galilée.

### Le siège de Syracuse et les miroirs d'Archimède

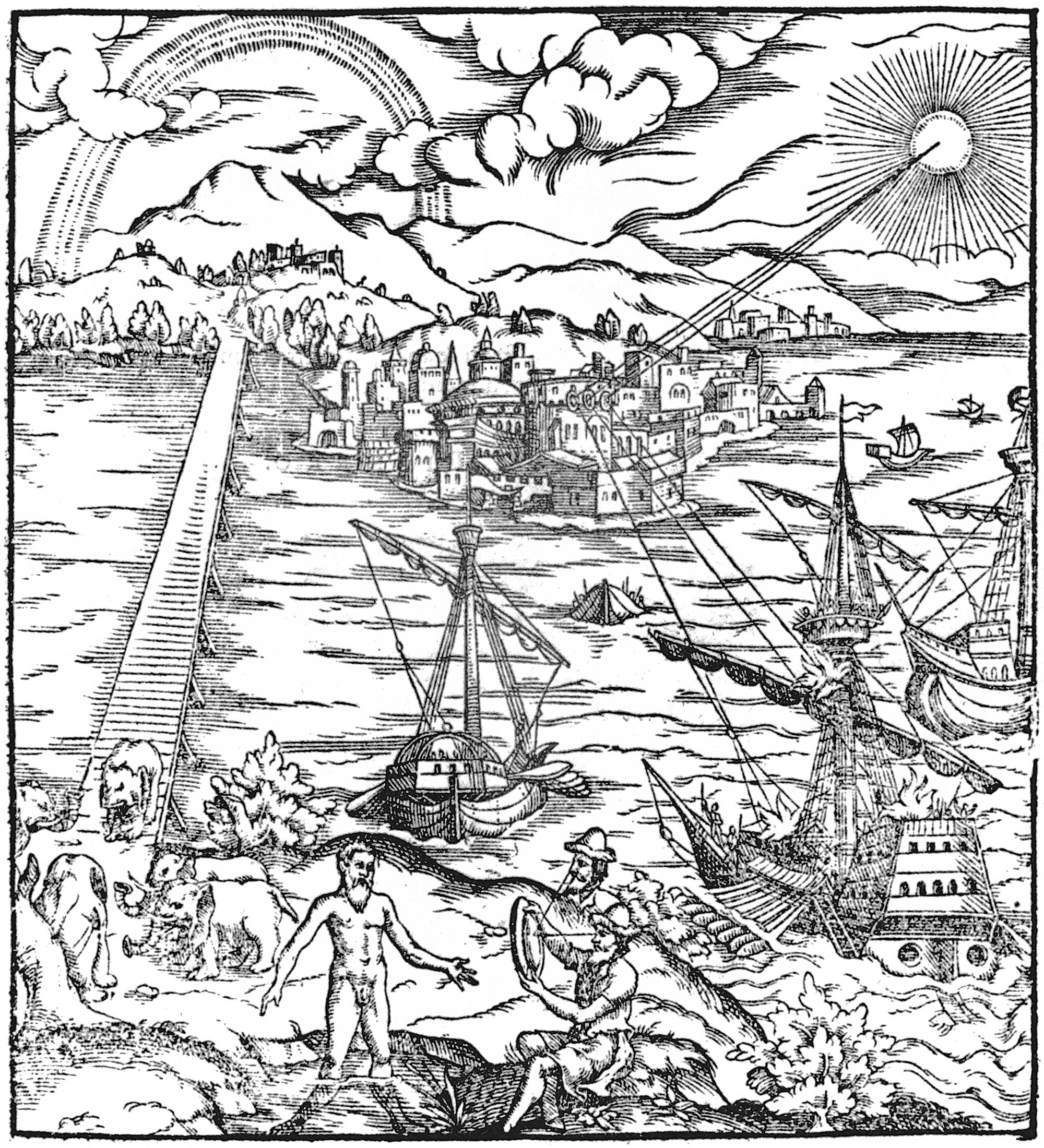
Utilisation du soleil pour défendre Syracuse.

Lors de l'attaque de Syracuse, alors colonie grecque, par la flotte romaine, la légende veut qu'il ait mis au point des miroirs géants pour réfléchir et concentrer les rayons du soleil dans les voiles des navires romains et ainsi les enflammer.
Cela semble scientifiquement peu probable car des miroirs suffisamment grands étaient techniquement inconcevables, le miroir argentique n'existant pas encore. Seuls des miroirs en bronze poli pouvaient être utilisés. Des expériences visant à confirmer la légende menées par des étudiants du Massachusetts Institute of Technology (MIT) en octobre 2005 ou bien par l'équipe de l'émission de télévision MythBusters sur Discovery Channel en janvier 2006 ont en effet montré la difficulté de reproduire dans des conditions réalistes les faits rapportés par la légende. De nombreux facteurs tendent en effet à remettre en cause le fait qu'Archimède disposait de toutes les conditions requises pour enflammer un navire à une grande distance.

### La mort d’Archimède

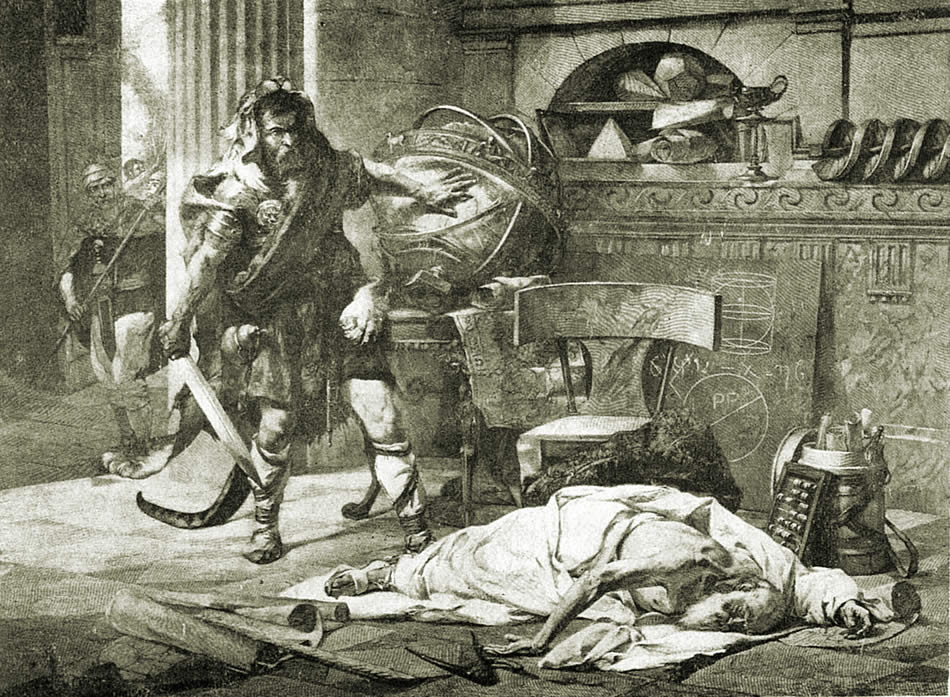
La mort d’Archimède par Edouard Vimont (1846-1930).

En 212 av. J.-C., après plusieurs années de siège, Syracuse tombe aux mains des Romains. Selon Plutarque, le général Marcus Claudius Marcellus accorde à contrecœur à ses soldats « la permission de s’emparer des trésors et des esclaves, mais leur défend expressément de toucher aux personnes libres, de tuer, de déshonorer, de réduire en esclavage aucun des Syracusains ». Plutarque rapporte que Marcellus a été très affligé d’apprendre la mort d’Archimède et décrit 3 récits de celle-ci :
- soit par un légionnaire romain irrité de son refus de le suivre jusqu’à Marcellus avant qu’il ait achevé la démonstration de son problème ;
- soit par un légionnaire romain sans d’autre raison que de le tuer et se souciant peu de sa démonstration et de sa supplique de ne pas laisser un problème imparfait ;
- soit par des légionnaires romains qui voulurent s’emparer d’une caisse, croyant qu’elle contenait de l’or et non des instruments de mathématiques, tels que des cadrans au soleil, des sphères, et des angles avec lesquels on mesure la grandeur du soleil, qu’Archimède portait à Marcellus.

Plutarque rapporte également qu’Archimède aurait demandé à « ses amis et ses parents de placer sur son tombeau, après sa mort, un cylindre renfermant une sphère, et, pour inscription, le rapport du solide contenant au solide contenu ».

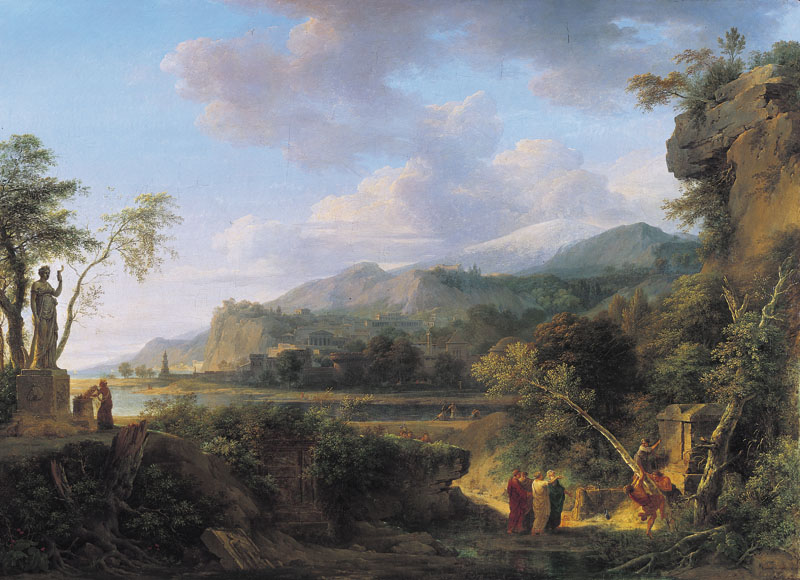
Cicéron découvrant le tombeau d'Archimède, tableau de Pierre-Henri de Valenciennes peint en 1787.

Cicéron déclare que lors de sa questure en Sicile en 75 av. J.-C., il se mit à la recherche du tombeau d’Archimède, oubliée des habitants de Syracuse, et qu’il identifia au milieu des ronces par l’inscription (qu’il ne rapporte pas) gravée sur la base d’une petite colonne et par les figures d’une sphère et d’un cylindre placées au-dessus. Le monument présenté de nos jours comme le tombeau d’Archimède dans le parc archéologique de Néapolis est en réalité un columbarium romain du Ier siècle.

## Œuvres

### Diffusion
Contrairement à ses inventions, les écrits mathématiques d'Archimède sont peu connus dans l'Antiquité. En règle générale, les textes d'Archimède ne sont pas parvenus dans leur version originale — ils sont rédigés en langue dorique, un ancien dialecte grec —, mais sous la forme de traductions en grec classique, en byzantin et en arabe. On ne possède aucun manuscrit rédigé de sa main. C'est à Héron l'Ancien (10-70), à Pappus (290-350) et à Théon (335-405), trois mathématiciens d'Alexandrie, que nous devons les plus anciens commentaires de l'œuvre d'Archimède. Mais la première compilation de ses travaux a été réalisée au VIe siècle de notre ère par le mathématicien grec Eutocius d'Ascalon, dont les commentaires des traités Sur la sphère et le cylindre, Sur la mesure du cercle et De l'équilibre des figures planes sont d'une importance majeure. Toujours au VIe siècle, l'architecte byzantin Isidore de Milet est le premier à publier les trois livres commentés par Eutocius, auxquels viennent s'ajouter les autres travaux au fur et à mesure qu'ils sont redécouverts, jusqu'au IXe siècle. Dès lors, les deux voies principales par lesquelles les travaux d'Archimède arrivent en Occident sont Byzance et le monde arabe.
Par la voie arabe, les traductions du grec de la main de Thabit ibn Qurra (836-901) sont tout à fait remarquables. Archimède était inconnu du monde médiéval, mais le traducteur flamand Guillaume de Moerbeke (1215-1286) comble cette lacune en publiant sa traduction latine en 1269. Cette édition et celles qui suivent permettent aux œuvres majeures d'Archimède de se faire connaître à la Renaissance. En 1544, à Bâle, Jean Hervagius imprime pour la première fois tous les textes grecs connus jusqu'alors et les fait éditer en grec et en latin par Thomas Gechauff, dit Venatorius. Les premières traductions d'Archimède en langue moderne se basent sur l'édition de Bâle : il s'agit de l'édition allemande de Sturm (1670), de l'édition bilingue gréco-latine de Torelli (1792), de l'édition allemande de Nizze (1824) et de l'édition française de Peyrard (1807),.
À l'époque actuelle, on doit à Johan Ludvig Heiberg le travail de recherche, de compilation et de traduction le plus important, supérieur aux publications antérieures. À la fin du XIXe siècle, Heiberg publie une traduction de toute l'œuvre d'Archimède connue à l'époque, à partir d'un manuscrit grec du XVe siècle. En 1906, il découvre enfin le palimpseste d'Archimède,.

### Traités
Archimède a écrit plusieurs traités, dont douze nous sont parvenus. On suppose que quatre ou cinq ont été perdus.
- De l’équilibre des figures planes, livres I et II : principe de la mécanique statique, associativité du barycentre, centre de gravité du parallélogramme, du triangle, du trapèze, de segments de paraboles..
- La Quadrature de la parabole : aire d'un segment de parabole.
- De la sphère et du cylindre, livres I et II : aire du cylindre, du cône, de la sphère, d'un segment de sphère, volume du cylindre, de la boule, d'un secteur de boule.
- Des spirales : aire de domaines limités par une spirale, tangente à la spirale.
- Sur les conoïdes et les sphéroïdes : volume d'un segment de paraboloïde, d'hyperboloïde ou d'ellipsoïde.
- Des corps flottants, livres I et II : principe d'Archimède, équilibre de divers corps dans un liquide.
- De la mesure du cercle : aire du disque, circonférence du cercle.
- L'Arénaire : nombre de grains de sable contenus dans l'Univers.
- De la méthode : l'unique copie de La Méthode et l'unique copie du Traité des corps flottants en grec datent du Xe siècle et figurent sur le palimpseste d'Archimède[38],[39].

### Œuvres complètes traduites

Œuvres conservées d’Archimède, édition de 1615 : « Archimēdous Panta sōzomena ».

#### Éditions historiques
- Giorgio Valla - « Georgii Vallæ placentini viri clarissimi de expetendis et fugientibus rebus » (1501), impr. Alde Manuce, Venise. Première édition imprimée de textes d'Archimède extraits du codex A, aujourd'hui perdus.
- Luca Gaurico - Tetragonismus (1503), Venise. Contient une traduction latine des traités d’Archimède intitulés De la mesure du cercle, et La Quadrature de la parabole.
- Niccolo Tartaglia - Opera Archimedis Syracusani philosophi et mathematici ingeniosissimi (1543), Venise, impr. V. Rubinum. Contient les traités d’Archimède intitulés L’Équilibre des figures planes, et le premier livre du Traité des corps flottants avec les textes déjà édités en 1503 par Gaurico.
- Thomas Gechauff, dit Venatorius - Archimedis Syracusani philosophi ac geometræ excellentissimi opera quæ quidem extant (1544), Bâle, impr. Jacob Herwagen.
- Federico Commandino – Archimedis Opera nonnulla nuper in latinum conversa (1558), Venise, impr. Alde Manuce ; contient les traités De la mesure du cercle, des Spirales, la Quadrature de la parabole, Sur les conoïdes et les sphéroïdes, et l’Arénaire.
- Francesco Maurolico - Admirandi Archimedis syracusani monumenta omnia mathematica quae extant (1570, réimpr. 1585), à Palerme, impr. D. Cyllenium Hesperium.
- Opera quae extant omnia. Novis demonstrationibus commentarissque illustrata per Davidem Rivaltum a Flurantia.
- Operum Catalogus sequenti pagina habetur. Paris, Claude Moreau, 1615. 1re traduction et commentaire de David Rivault qui serviront de base aux futures éditions allemandes et françaises.
- Œuvres d'Archimède traduites littéralement avec un commentaire par François Peyrard; éd. Chez François Buisson, 1807, 601 p.

#### Éditions modernes (bilingue grec-français)
- Tome 1, De la sphère et du cylindre. La mesure du cercle. Sur les conoïdes et les sphéroïdes ; éd. et tr. Charles Mugler. Paris : les Belles Lettres, 1970. (Collection des Universités de France). xxx-488p.  (ISBN 2-251-00024-0).
- Tome 2, Des spirales. De l'équilibre des figures planes. L'Arénaire. La Quadrature de la parabole ; éd. et tr. Charles Mugler. Paris : les Belles Lettres, 1971. (Collection des Universités de France). 371p.  (ISBN 2-251-00025-9).
- Tome 3, Des corps flottants. Stomachion. La Méthode. Le Livre des lemmes. Le Problème des bœufs ; éd. et tr. Charles Mugler. Paris : les Belles Lettres, 1971. (Collection des Universités de France). 324p.  (ISBN 2-251-00026-7).
- Tome 4, Commentaire d'Eutocius. Fragments ; éd. et tr. Charles Mugler. Paris : les Belles Lettres, 1972. (Collection des Universités de France). 417p.  (ISBN 2-251-00027-5).

## Hommage à Archimède

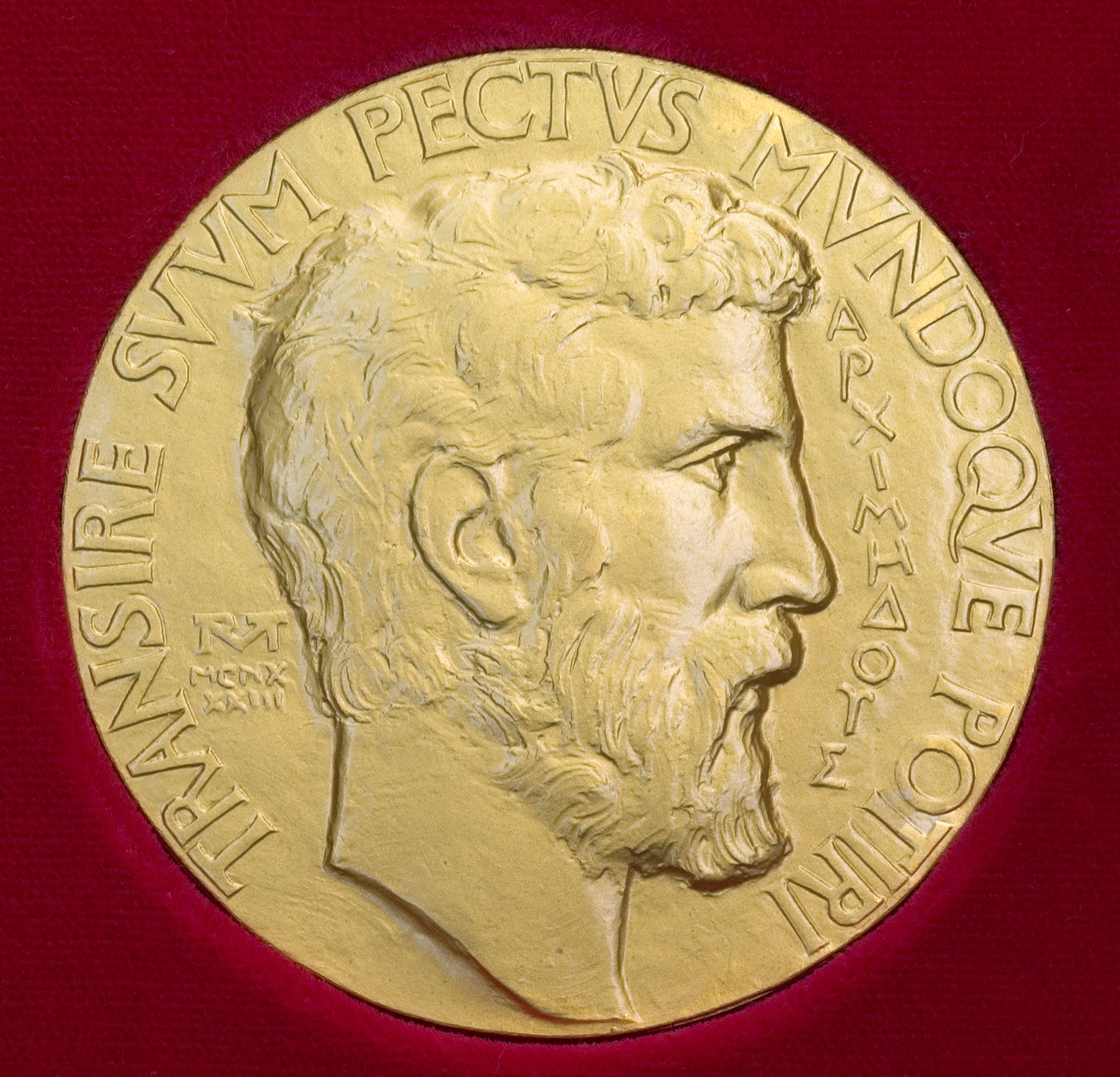
Portrait de profil d'Archimèdes sur l'avers de la médaille Fields, une prestigieuse récompense en mathématiques.

- Le nom d'Archimède a été donné à trois sites lunaires : le cratère d'Archimède, les Monts d'Archimède et les Rainures d'Archimède (ensemble de crevasses).
- Le monde de la philatélie l'a immortalisé en Italie (mai 1983), Grèce (avril 1983), Saint-Marin (avril 1982), Guinée-Bissau (2008), Nicaragua (1971), Espagne (1963)[40].
- Le profil d'Archimède apparaît sur l'avers de la médaille Fields, la plus prestigieuse récompense en mathématiques avec le prix Abel.

## Dans les arts et la culture populaire

### Cinéma
- 1914 : Cabiria, de Giovanni Pastrone : Archimède y est interprété par Enrico Gemelli.
- 1960 : La Charge de Syracuse, de Pietro Francisci : Archimède y est interprété par Rossano Brazzi.
- 2023 : Indiana Jones et le Cadran de la destinée, de James Mangold : Archimède y est interprété par Nasser Memarzia[41].

### Télévision

#### Téléfilm
- 2014 : Archimedes, The master of numbers, de Taras Shapoval.

#### Série
- 1994 : Il était une fois… les Découvreurs, d'Albert Barillé (épisode 2 : Archimède et les Grecs).